# America (серия комиксов)
America — серия комиксов, которую в 2017—2018 годах издавала компания Marvel Comics.

## Синопсис
Серия повествует об Америке Чавес, также известной как Мисс Америка.

### Выпуски
| №  | Дата выхода      | Оценка на Comic Book Roundup    | Предполагаемый объём продаж (первый месяц) |
| -- | ---------------- | ------------------------------- | ------------------------------------------ |
| 1  | 1 марта 2017     | 8,4 из 10 на основе 20 рецензий | 43 592, позиция в Северной Америке — 37    |
| 2  | 5 апреля 2017    | 7,4 из 10 на основе 11 рецензий | 23 987, позиция в Северной Америке — 95    |
| 3  | 10 мая 2017      | 7,8 из 10 на основе 4 рецензий  | 16 262, позиция в Северной Америке — 147   |
| 4  | 21 июня 2017     | 7,8 из 10 на основе 6 рецензий  | 12 624, позиция в Северной Америке — 176   |
| 5  | 19 июля 2017     | 8,8 из 10 на основе 3 рецензий  | 11 354, позиция в Северной Америке — 174   |
| 6  | 27 сентября 2017 | 8,9 из 10 на основе 6 рецензий  | 9 548, позиция в Северной Америке — 215    |
| 7  | 20 сентября 2017 | 8,3 из 10 на основе 5 рецензий  | 9 137, позиция в Северной Америке — 195    |
| 8  | 25 октября 2017  | 8,3 из 10 на основе 3 рецензий  | 26 531, позиция в Северной Америке — 95    |
| 9  | 29 ноября 2017   | 7,6 из 10 на основе 2 рецензий  | 8 360, позиция в Северной Америке — 225    |
| 10 | 20 декабря 2017  | 6,9 из 10 на основе 2 рецензий  | 7 971, позиция в Северной Америке — 201    |
| 11 | 17 января 2018   | 7 из 10 на основе 3 рецензий    | 7 388, позиция в Северной Америке — 219    |
| 12 | 28 февраля 2018  | 7 из 10 на основе 5 рецензий    | 6 482, позиция в Северной Америке — 235    |

### Сборники
| Название                                             | Тип            | Дата выхода     | Собранный материал | Кол-во страниц | ISBN                      | Предполагаемый объём продаж (первый месяц) |
| ---------------------------------------------------- | -------------- | --------------- | ------------------ | -------------- | ------------------------- | ------------------------------------------ |
| America Vol. 1: The Life and Times of America Chavez | Мягкая обложка | 31 октября 2017 | America #1-6       | 136            | 9781302908812, 1302908812 | 1 953, позиция в Северной Америке — 30     |
| America Vol. 2: Fast and Fuertona                    | Мягкая обложка | 24 апреля 2018  | America #7-12      | 136            | 9781302908829, 1302908820 | 944, позиция в Северной Америке — 97       |

## Реакция

### Отзывы критиков
На сайте Comic Book Roundup серия имеет оценку 7,8 из 10 на основе 70 рецензий. Джесс Шедин из IGN дал первому выпуску 8,5 балла из 10 и отметил, что упор в нём «делается на глупый юмор и приземлённую драму персонажей, а не на супергероев». Мэтью Агилар из ComicBook.com вручил дебюту 4 звезды из 5 и похвалил «яркие иллюстрации Джо Хинонеса». Пирс Лидон из Newsarama дал первому выпуску оценку 9 из 10 и посчитал, что «Габби Ривера доказывает, что прежде всего у неё есть чёткое понимание повествования, даже если в подаче есть некоторые шероховатости, которые нужно сгладить».

### Награды
| Год  | Награда            | Категория              | Результат | Прим.                       |
| ---- | ------------------ | ---------------------- | --------- | --------------------------- |
| 2018 | GLAAD Media Awards | Outstanding Comic Book | Номинация | [ 44 ] [ 45 ] [ 46 ] [ 47 ] |